# Johanniterkirche St. Johannis (Akkon)
Die Johanniterkirche St. Johannis Baptistae (lateinisch Ecclesia Sancti Ioannis Baptistae hospitalariorum; hebräisch כְּנֵסִיַּת יוֹחָנָן הַמַּטְבִּיל הַקָּדוֹשׁ הָהוֹסְפִּיטַלֶרִית Knessijjat Jōchanan ha-Maṭbīl ha-Qadōsch ha-hōspīṭalerīt; arabisch كَنِيسَة الْقِدِّيس يُوحَنَّا الْمَعْمَدَان الإسْبِتَارِيَّة, DMG Kanīsat al-Qiddīs Yūḥannā al-Maʿmadān al-ʾisbitāriyya) in Akkon, Königreich Jerusalem (heute Nordbezirk Israels) war eine mittelalterliche Johanniterkirche, die Johannes dem Täufer geweiht war. Sie war eine von 38 Kirchen unter insgesamt 71 dokumentierten geweihten religiösen Stätten im Akkon der Kreuzfahrerzeit. Sie war Teil der Johanniterkommende der Stadt und wurde mit dieser 1291 überwiegend zerstört.
Erhalten sind Krypta und Teile von West- und Nordfassade. Die Krypta ist heute als Teil der Ritterhallen, Akkons Museum zu Architektur und Epoche der Kreuzfahrer, öffentlich zugänglich. Auf der erhaltenen Krypta der einstigen Kirche besetzt heute das Alte Serail die Stelle des Schiffes und bezieht in seinem Westflügel erhaltene Teile ihrer Fassade mit ein.

Plan Akkos mit Grundrissen von Wällen, Zitadelle (№ 2: Nordmauer des osmanischen Vorhofs, № 3: Säle 1–6, № 4: Hof, № 5: Refektorium, Grundriss H: Krypta von St. Johannis), № 20: Dschazzār-Moschee auf Unterbau der Kreuzkathedrale, № 22: Chan al-Ifranǧ und weiteren Bauten

## Lage
Die Johanniterkirche St. Johannis bzw. das Alte Serail, das ihre baulichen Reste einschließt, liegt in Akkon in der nördlichen Altstadt innerhalb der heutigen enger gezogenen osmanischen Stadtmauer, die nur einen Teil der Fläche der einstigen Kreuzfahrerstadt einschließt, Die Mauer ist das Werk des arabischen Regionalpotentaten Ẓāhir al-ʿUmar (1690–1775) und seines Nachfolgers, des osmanischen Statthalters Ahmad ‹al-Dschazzār› Pascha (1722–1804). Die Kirche ist nur in Resten erhalten. Die Westfassade der Kirche befindet sich am Rechov Rīʧārd Lev-Arī (רְחוֹב ריצ'ארְד לֵב-אֲרִי, شارع ريتشارد قلب الأسد, DMG Šāriʿ Rītšārd Qalb al-Asad) und Teile der Nordfassade, beide im Westflügel des Alten Serails, liegen am Rechov Portzej ha-Mivtzar (רְחוֹב פּוֹרְצֵי הַמִּבְצָר ‚Straße der Einbrecher in die Festung‘; شارع اللص في القلعة, DMG Šāriʿ al-Laṣi fī al-Qalʿa).
Die Gassen und Straßen um die Reste der Johanniterkirche liegen heute sieben bis acht Meter über dem mittelalterlichen Straßenniveau,:171 da man bei Wiedererschließung der Ruinen im 18. Jahrhundert herabgestürzte Trümmer und Schutt der einst imposanten oberen Etagen in den Gassen beließ und sich damit begnügte, mit Sandaufschüttungen ein neues, höheres Straßenniveau zu ebnen. Damit ist dieser Bereich heute die höchste Lage in Akkos Altstadt. Entsprechend nahm man nur auf dieser Höhe Baureste in Nutzung bzw. baute auf erhaltenen Untergeschossen, beispielsweise die Krypta von St. Johannis, die auf dem höheren Niveau noch herausragte, neu, wie mit dem Alten Serail geschehen. Die Krypta liegt unter dem heutigen Straßenniveau.

## Geschichte
Akko ist eine alte Stadt am Mittelmeer, wo der Handelsweg Via Maris zwischen Ägypten und Mesopotamien von See- auf Karawanentransport und umgekehrt wechselte.:199 Mehrfach zerstört und aufgebaut und noch öfter von einem Herrn an einen anderen gefallen (Phönikier, Altägypter, Alexander der Große, Römer, Byzantiner, um nur einige zu nennen) gehörte Akko seit dem 10. Jahrhundert zum Reich der ägyptischen Fatimiden.:250

### Zu Zeiten der Kreuzfahrer
1104 belagerte das Königreich Jerusalem mit seinen Streitkräften, unterstützt von Kreuzfahrern und genuesischer Marine die Stadt Akko. Unter Zusage freien Abzugs mit ihrer beweglichen Habe oder des Verbleibs als Untertanen des Königs von Jerusalem ergaben sich die Akkoner schließlich, jedoch überfielen Genuesen die wehrlos Ausziehenden, was dann als allgemeines Gemetzel der Belagerer an allen Einwohnern und ihrer Plünderung endete. Dennoch wuchs die Stadtbevölkerung unter den Kreuzfahrern bald wieder auf 40.000 bis 50.000 Einwohner, womit das Akko der Kreuzfahrer eine bedeutende mittelalterliche Stadt war. Neben den vorherrschenden Christen der katholischen, europäisch orthodoxen und orientalisch-orthodoxen Kirchen wohnten auch Muslime und etwa 200 Juden in Akko, wie Benjamin von Tudela 1170 berichtet.

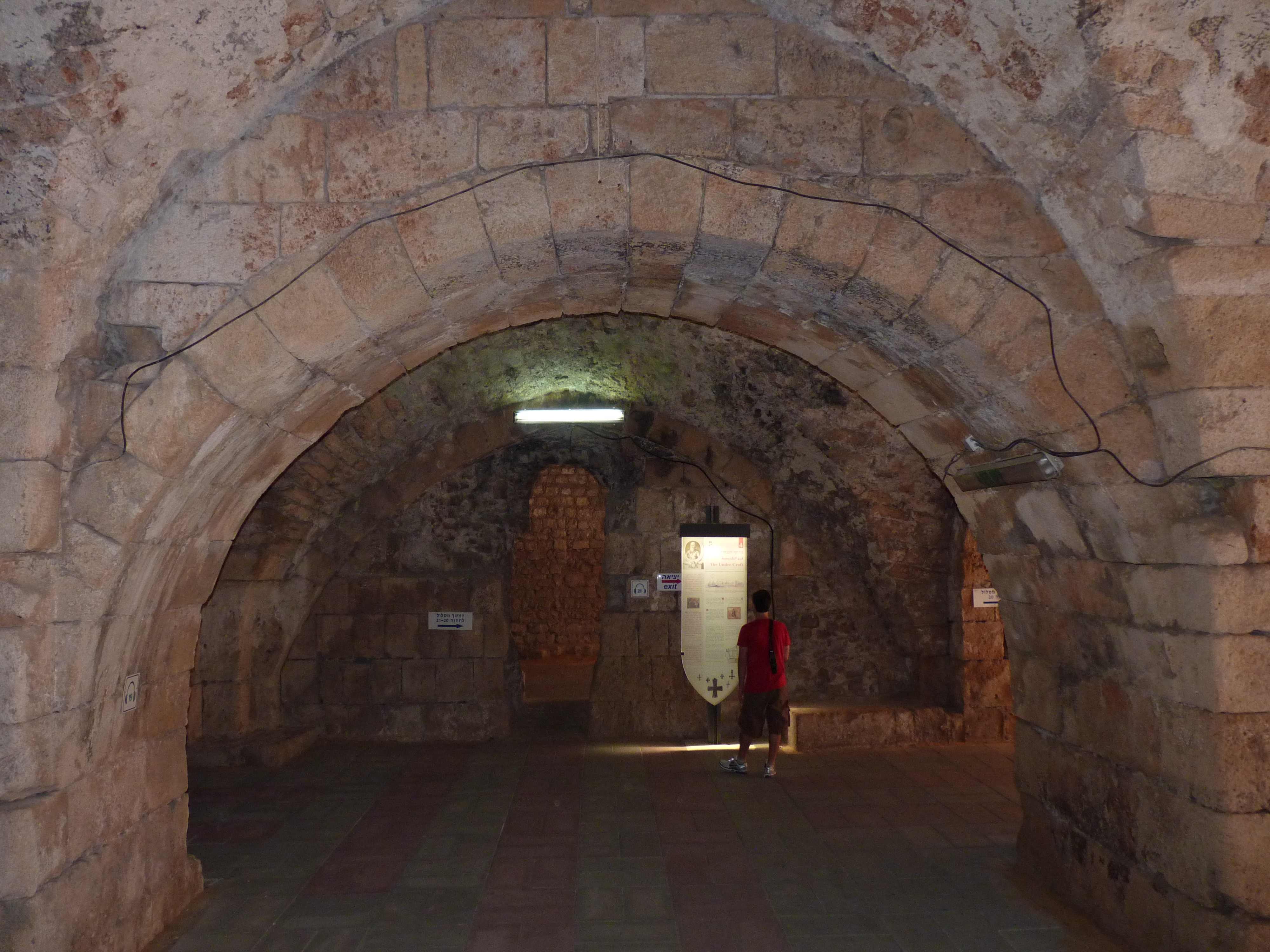
Krypta: Besucher in einem Gewölbe, 2013

Nach Einnahme der Stadt durch die Kreuzfahrer übernahmen die Johanniter ein südwestlich der großen Freitagsmoschee (zu der Zeit im Umbau/Abbruch für die neue Heilig-Kreuz-Kathedrale) gelegenes Geviert als ihre Kommende, das Seʾev Goldmann als eine arabisch-fatimidische Karawanserei des 10. oder 11. Jahrhunderts identifizierte. Unter dem östlich der Krypta von St. Johannis angrenzenden Komplex von Dschazzar-Pascha-Moschee und Riwaq befindet sich noch der Unterbau der ehemaligen Kathedrale, die in osmanischer Zeit als Zisterne genutzt wurde und auf anderthalb bis zwei Meter über dem Meeresspiegel hinabreicht, womit die Zisterne niveaugleich mit der Krypta der Johanniterkirche ist.
Auf Schenkungen hin begannen zu Beginn des 12. Jahrhunderts die Johanniter ihre Kommende nördlich des ursprünglichen Gevierts, jenseits einer wichtigen Geschäftsstraße zu erweitern. Südlich an besagter Geschäftsstraße und nunmehr im Zentrum der sich beiderseits dieser Straße erstreckenden Kommende errichteten die Johanniter ihr Johannes dem Täufer geweihtes Gotteshaus als neue Nordseite des vierseitigen Hospitalhofes. Älteste Nachricht von dieser ersten, wohl romanischen Johanniterkirche erscheint in Unterlagen der Königin-Regentin Melisende von Jerusalem aus dem Jahre 1149. Die Kirche schloss die erhaltene Krypta aus sechs gewölbten Sälen ein, und war laut zeitgenössischen Berichten ein sehr hoch aufragendes Gebäude. Besagte Geschäftsstraße, ab dem Johannistor in der nicht mehr bestehenden Neustadt Montmusard im Norden südwärts gerichtet, passierte in ihrem mittleren Verlauf die Kirche an ihrer Nordseite und trennte dadurch auf etwa 50 Metern Länge die Kommende in den nördlichen Teil mit Grand Manoir (Großes Herrenhaus) aus Ordensverwaltung, Hospiz für Pilger sowie Johanniter und den südlichen Teil aus Kirche und Johanniterhospital.
Als wichtige Geschäftsstraße blieb auch jener Abschnitt für die Allgemeinheit offen, der auf etwa 50 Meter Länge die Kommende durchschnitt, eine Brücke zwischen Kirche und Grand Manoir verband beide Seiten kreuzungsfrei. Diesen zwischen nördlichem und südlichem Teil der Kommende verlaufenden Straßenabschnitt, heute unterm Rechov Portzej ha-Mivtzar gelegen, konnte der Johanniterorden in Zeiten der Not durch ein massives zweiflügeliges Tor sperren, um ein unerwünschtes Durchdringen der Kommende zu unterbinden.
Im Jahre 1187 durch Saladins Siege verloren, hielten die Ayyubiden Akko, bis Kreuzfahrer es unter Führung von Richard Löwenherz in Kämpfen der Jahre 1189 bis 1191 zurückeroberten.:251 Da die Kreuzfahrer zu der Zeit Jerusalem nicht hatten zurückgewinnen können, wuchsen Akko neue Aufgaben als Hauptstadt des Königreichs Jerusalem zu. Neben den Johannitern hatten Deutscher Orden, Lazarus-Orden und Tempelritter Ordenshäuser in Akko. Der Johanniterorden, der seinen Sitz in Jerusalem verloren hatte, baute seine wiedererlangte Kommende in Akko nun in Etappen weiter aus, um auch die zentrale Ordensverwaltung und ab 1271 zudem den Großmeister in repräsentativen Räumen dort unterzubringen, weshalb die Kommende in französischen Quellen des 17. Jahrhunderts auch als palais du grand-maître (Großmeisterpalais) bezeichnet wird.:204seq. Die überwiegend französischsprachigen Johanniter nannten ihre Hauptverwaltung auch Grand Manoir (Großes Herrenhaus), Auch die Johanniterkirche wurde gotisch erneuert.

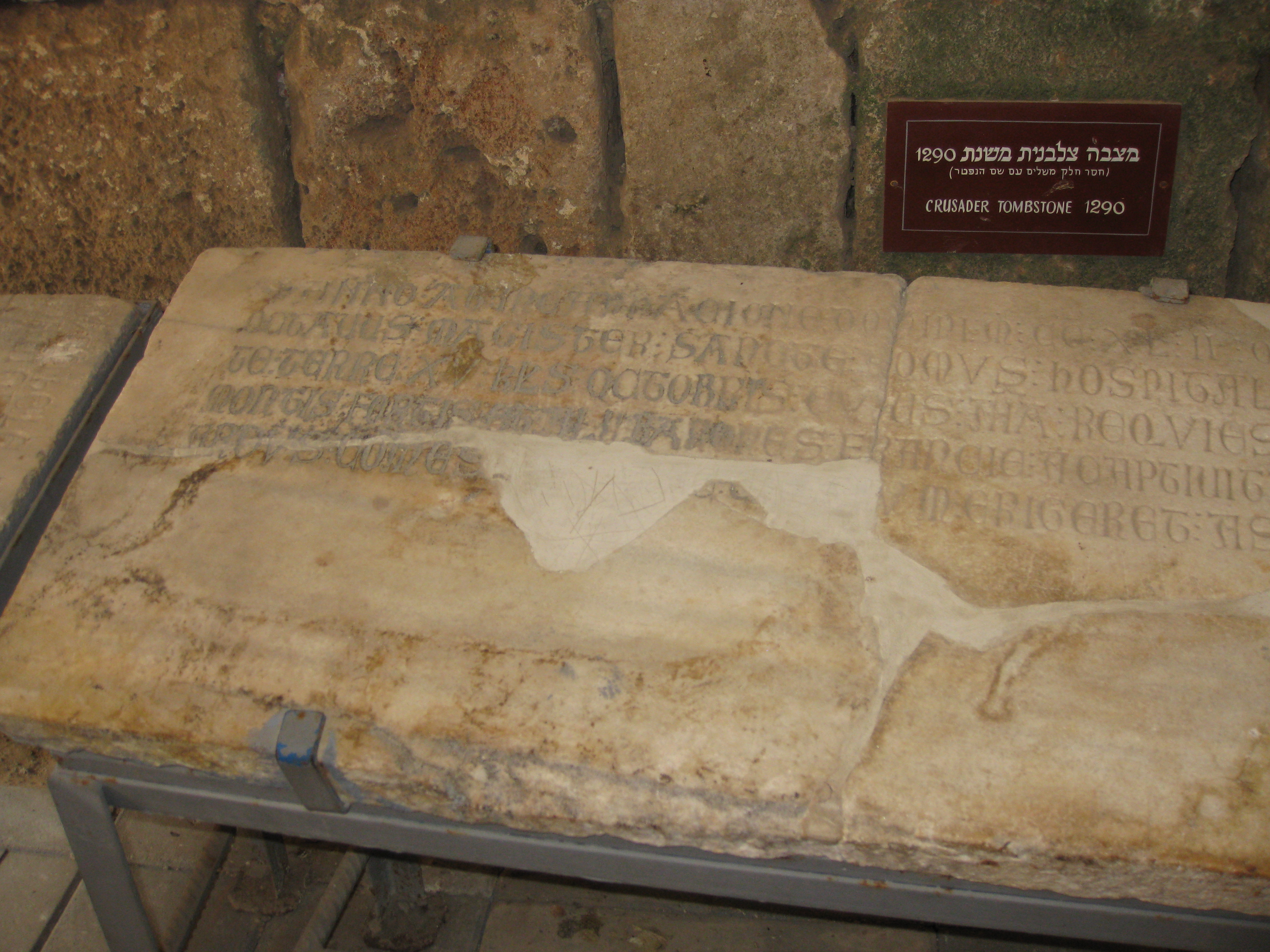
Grabplatte für Petrus de Veteri Brivato aus dem Oratorium, 1959-1962 ergraben

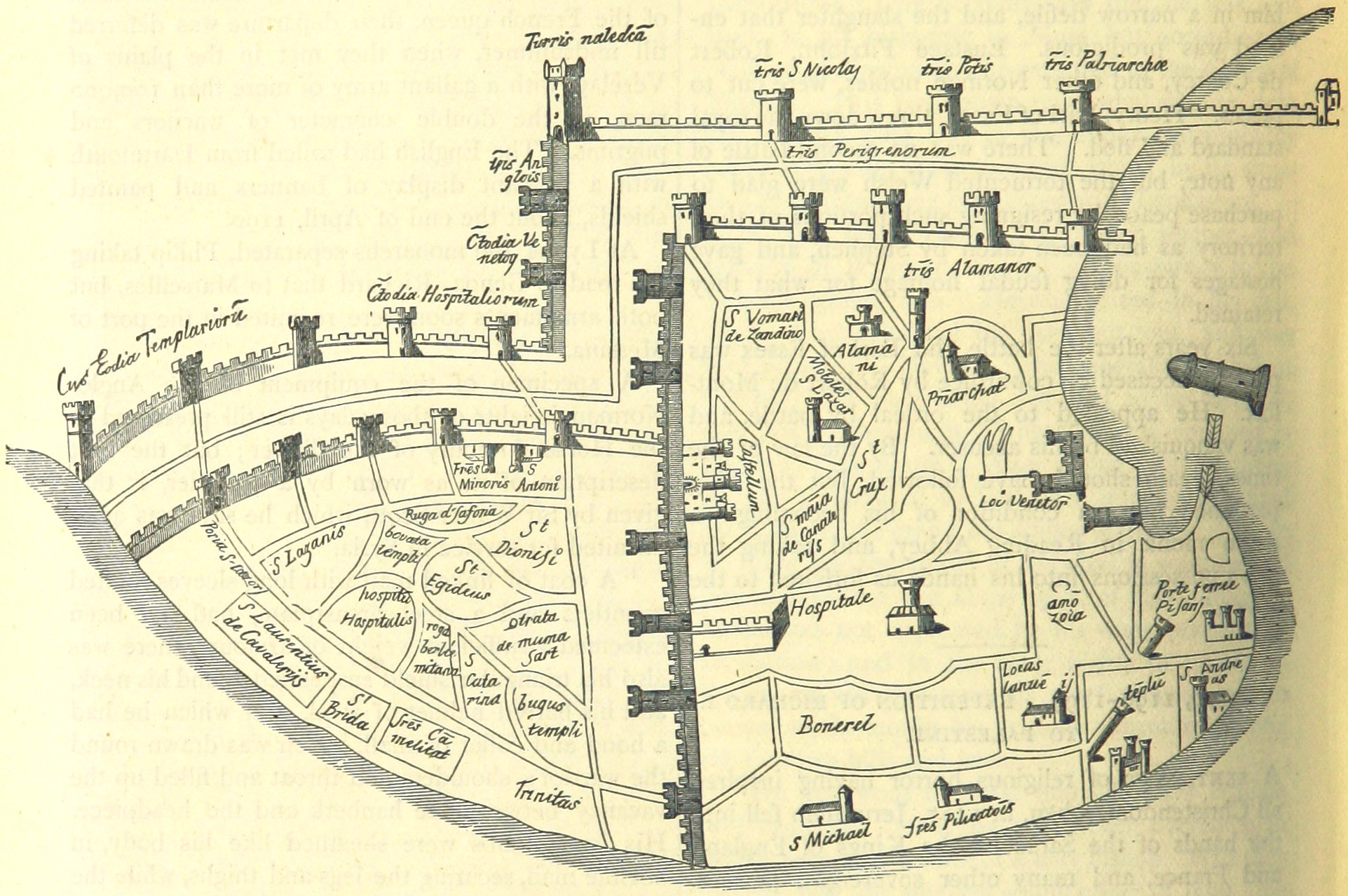
Neustadt Montmusard (li.) und Altstadt Akkos (re.), darin die Johanniterkommende (rechteckiger Block mit Eintrag Hospitale), geosteter Plan von Marino Sanudo d. Ä. (1260–1338)

Die Johanniterkommende bestand laut einer Karte von Paulinus de Puteoli (Paolino Veneto, 1270–1344) aus dem frühen 14. Jahrhundert aus drei Teilen, nördlichem Ordenshospiz (hospitale), südlichem Krankenhaus (domus infirmorum) und Johanniterkirche (ecclesie) dazwischen gelegen.:201 Im Oratorium des Johanniterspitals, südlich der Johanniterkirche gelegen, fand sich die Grabplatte für Großmeister Petrus de Veteri Brivato, die sein Todesdatum mit XV Tagen vor den Kalenden des Oktobers MCCXLII nennt, also 17. September 1242. Vermutlich diente das Oratorium dem Orden in Akko als Grablege.:115 1263 trafen sich in Akko Johanniter zum Generalkapitel und beschlossen Regeln und Statuten, darin fand auch die Johanniterkirche Erwähnung mit ihrer Fünte und drei Altären (Haupt-, Liebfrauen- und Blasiusaltar), vermutlich jeder in einer der drei Apsiden aufgestellt.
Die christlichen Kreuzritterstaaten und Kleinarmenien standen in einem steten, mal mehr oder minder heißen, militärischen Konflikt zunächst mit dem islamischen Reich der Ayyubiden, bevor der Mongolensturm deren Kräfte band, und danach mit dem Reich der islamischen Mamluken (auch Mamelucken).:253seq. Parallel zu diesen Kriegen zehrten innere Konflikte, dabei beteiligten sich die Johanniter auf Seiten der Genuesen im Ersten Venezianisch-Genuesischen Krieg (vorgeblich um die akkonische Kirche St. Sabas; 1256-1270) an bürgerkriegsartigen Auseinandersetzungen mit Venezianern, ihrerseits im Bündnis mit Deutschorden und Tempelrittern.:88
Zeitgleich eroberten ägyptische Mamluken unter Sultan Baibars I. östliche Vorposten der Kreuzfahrer (Nazareth und Tabor 1263, Caesareia Maritima 1265, Safed 1266, Antiochia 1268, Crac des Chevaliers 1271:89) und führten zwei erste Angriffe auf Akko (1263 und 1267). Statt Abwehr blieb dem Königreich Jerusalem allein das Betteln um Frieden, den Baibars 1268 für 10 Jahre gewährte gegen kampflose Abtretung weiter Gebiete; das Königreich umfasste so noch Akko mit Umland, zehn Dörfer bis hinauf zur Deutschordensburg Montfort, Haifa mit drei Dörfern sowie fünf Dörfer im Hinterland der Burg Château Pèlerin in ʿAtlit.:99 Zugleich betrieben akkonische Kaufleute selber den Untergang des Königreichs Jerusalem, indem sie die Exporte der italienischen Rüstungsindustrie ans ägyptische Mamlukenreich abwickelten.
In einem Brief an den Großprior von Saint-Gilles geht Johanniter-Großmeister Hugues de Revel (Amtszeit 1258–1277, ab 1271 mit Sitz in Akko) davon aus, dass Akko sich bei einem erneuten Angriff nicht werde halten können.:94 Im August 1290 eskalierte ein Konflikt zwischen katholischen italienischen Kreuzfahrern und muslimischen arabischen Kaufleuten in Akko, wobei erstere letztere niedermachten. Daraufhin verlangte der ägyptische Sultan Qalāwūn aus der türkischstämmigen Bahri-Dynastie der Mamluken die Auslieferung der beteiligten Täter sowie eine Entschädigung in Höhe von 30'000 venezianischen Zecchinen. Da Akko beides ablehnte, entschied sich Qalāwūn, die Stadt umgehend anzugreifen, was sein plötzlicher Tod im November 1290 verhütete. Sein Zweitältester, Chalīl, folgte ihm als Sultan und zog im März 1291 aus, die letzten Reste der Kreuzfahrerstaaten in der Levante zu erobern.

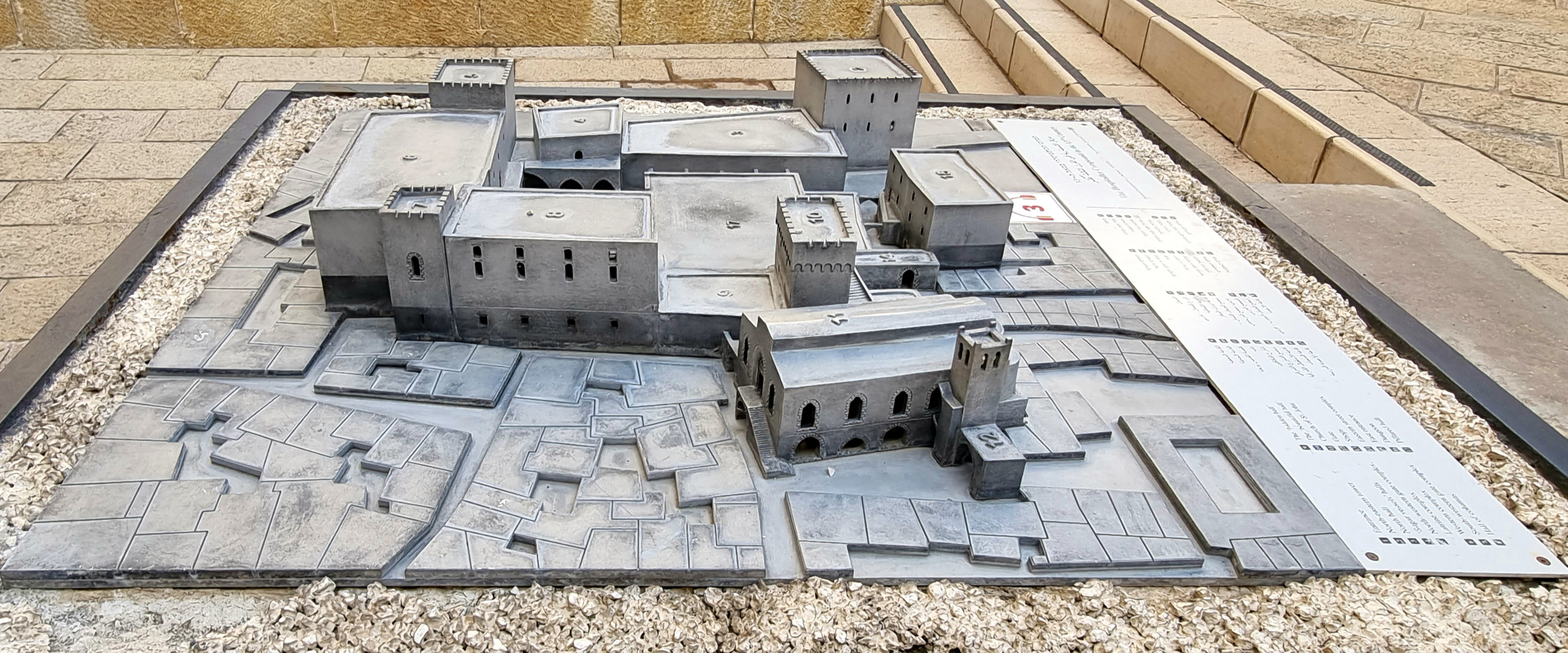
Modell von St. Johannis (№ 11 mit Turm № 12) vor Grand Manoir (№ 2-10, 17 und 18), Ansicht von Süden (Stand vor 1291)

Nach 44 Tagen Belagerung Akkos erstürmten am 18. Mai 1291 Mamluken die Stadt. Nach der Einnahme der Stadt konnten sich die Johanniterkommende, das Deutschordenshaus und die Tempelritterfestung noch einige Tage halten.:105 Am Ende entkamen sieben Johanniter- und zehn Tempelritter über See, Deutsch- und Lazarus-Orden hatten keine Überlebenden.:106 Bewohner, die nicht geflohen waren, wurden vielfach massakriert, überlebende Frauen und Kinder in Harems oder Sklaverei verkauft.:255

### Von der Ruine zum Umbau
Sultan Chalīl beauftragte 1291 Emir ʿAlam al-Din Sandschar al-Schudschaʿi al-Mansuri (عَلَمُ الدِّينِ سَنْجَرُ الشُّجَاعِيُّ المَنْصُورِيُّ, DMG ʿAlam ad-Dīn Sanǧar aš-Šuǧāʿī al-Manṣūrī) die Kirchen und Befestigungen Akkos zu schleifen, um christliche Spuren zu tilgen und den Kreuzfahrern – nach einer eventuellen Rückeroberung – eine erneute Nutzung als Stützpunkt unmöglich zu machen. Allerdings blieb von den massiven Bauten der Johanniterkommende einiges erhalten. Auch nach Eroberung der Levante durch das Osmanische Reich 1516/1517 blieb Akko ein Ruinenfeld. Zeichnungen europäischer Reisender – Cornelis de Bruyn 1679, Étienne Gravier, Marquis d’Ortières (auch d’Orcières) 1686 –, welch letzterer die mächtigen Ruinen der Kommende – als palais du grand maître (Großmeisterpalais) – und ihrer Kirche – als église St Jean (Johanniskirche) – bezeichnet, zeigen deutlich die Ruinen von Johanniterkirche und Kommende.:205
Nur wenige autark lebende Menschen, oft arabische Fischer, ließen sich neu in den Ruinen nieder und richteten sich ein. Akkos Hafen war der einzige in der Levante, in dem bei jedem Wetter Ladung angelandet werden konnte. Der florierende Handel in Westeuropa trieb auf der Suche nach Geschäftsgelegenheiten vor allem französische, aber auch niederländische Kaufleute an die Küsten der Levante, wobei erstere gewissen Rechtsschutz durch die Kapitulationen des Osmanischen Reiches genossen und unter Europäern ein Monopol im osmanischen Handel beanspruchten.:94

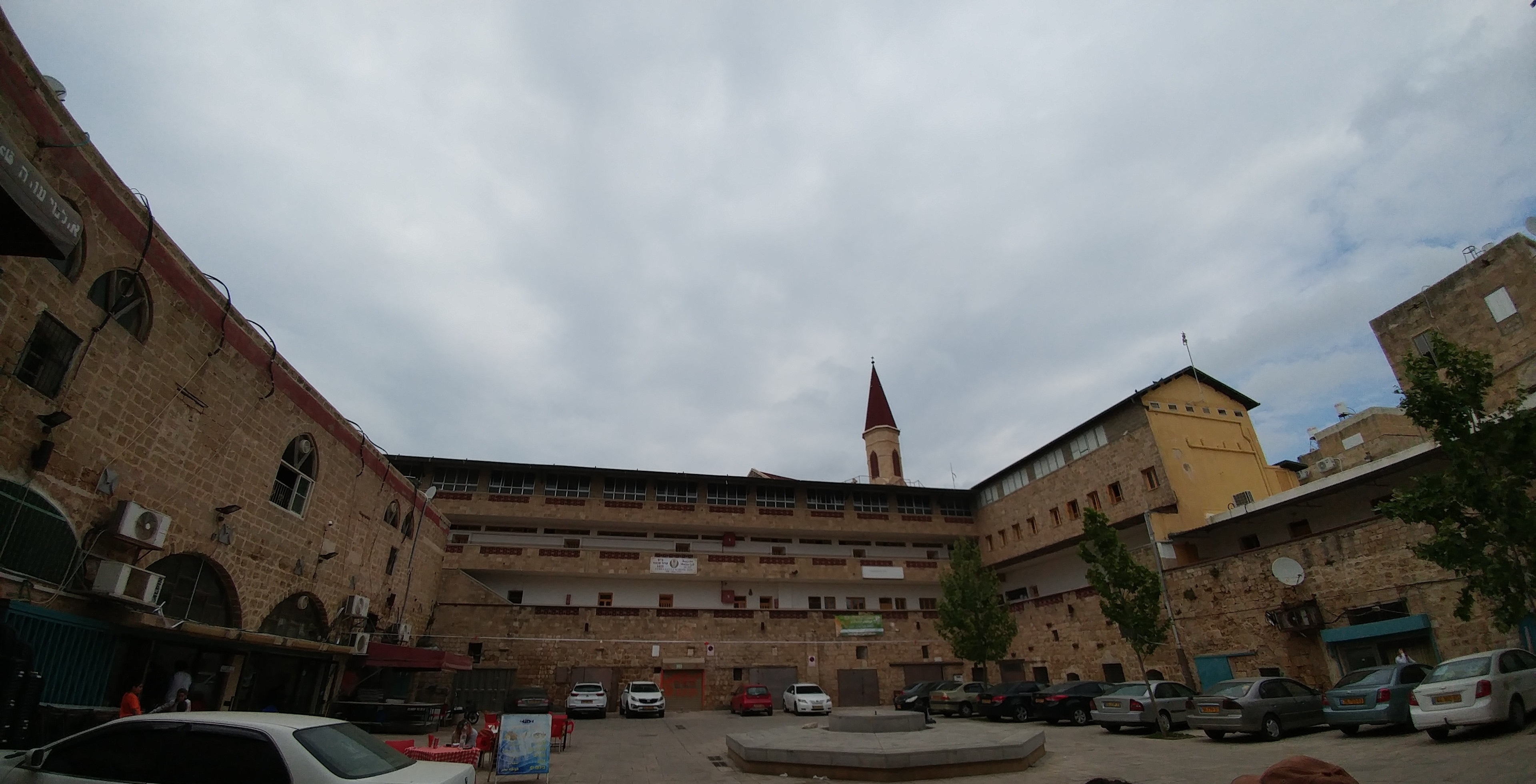
Chan al-Ifranǧ: Überbaut mit Terra-Sancta-Schule, überragt von St. Franziskus, 2015

Europäische Kaufleute steuerten auch den Hafen Akkos an. Im Jahre 1691 wohnten bereits 13 französische Kaufleute in Akko,:96 die Handelsposten im hafennahen ehemaligen venezianischen Handelshof unterhielten, der um 1700 inmitten der Trümmer hergerichtet wurde und bis heute ihretwegen auf Arabisch Chan al-Ifranǧ (خان الإفرنج ‚Frankenkarawanserei‘) genannt wird.:172 Die Textilindustrie in Frankreich prosperierte und steigerte ihre Baumwollimporte zwischen 1700 und 1750 um das Zehnfache, und obwohl die Produzenten das Angebot steigerten, wuchs die Nachfrage schneller, weshalb sich der Baumwollpreis in der gleichen Zeit verdoppelte.:104 Auf der Suche nach Baumwolllieferanten reisten Marseillaiser Kaufleute 1691 schon durchs galiläische Hinterland bis Safed.:97 Die wenigen freien Bauern, vor allem aber die vielen abhängigen bäuerlichen Landpächter staatlichen Miri-Landes im osmanischen Tımar-System erkannten, dass Baumwollproduktion über ihren Eigenbedarf hinaus sich zu steigenden Preisen absetzen ließ.
Wenn Steuerpächter (ملتزم, DMG multazim) über die Dörfer kamen, meist um rigoros die Abgabe auf Miri-Land einzutreiben, konnten die oft illiquiden bäuerlichen Pächter diese nur aus Erlösen bestreiten, die sie aus Schnellverkäufen hektisch und nicht gereift geernteter Baumwolle an europäische Kaufleute zu schlechten Preisen erzielten. So fielen Preis, Quantität und Qualität für Produzenten und Kaufleute ungünstig aus, weshalb französische Kaufleute bis 1720 einen Terminmarkt für Baumwolle (später auch für andere Terminwaren wie Olivenöl und Getreide) etablierten, indem sie Produzenten vor der Ernte den abgezinsten Verkaufserlös zahlten, die den Steuereinnehmern so bequem ihre Abgaben zahlen konnten, und den vollen Ertrag erst dann lieferten, wenn sie die reife Ernte eingeholt hatten.
Die Hohe Pforte verbot 1729 Termingeschäfte mit Agrarprodukten, aber ohne Erfolg. In Vollzug des Verbotes verhafteten die Behörden im Juni 1730 Saʿd al-Zaydānī, ältester Bruder Ẓāhir al-ʿUmars (1690–1775), da er den Verkauf der Ernten dreier Dörfer auf Termin an französische Kaufleute vermittelt hatte, die sich auch erfolgreich für seine Freilassung einsetzten.:100 Ẓāhir al-ʿUmar, selber erfolgreicher Kaufmann im Handel zwischen Galiläa und Damaskus,:119 erkannte eine Chance und vereinbarte 1731 mit dem in Akko niedergelassenen Kaufmann Jūsuf al-Qassīs (يوسف القسيس), seine Waren ins Ausland zu verkaufen.:35
Ẓāhir al-ʿUmar, dessen nach Galiläa eingewanderte beduinische Familie sich als Kaufleute und Steuerpächter etabliert hatte, übernahm nach dem Tod seines Vaters die Aufgabe des Multasims (Steuerpächters), wobei er kaufmännisch denkend auf regelmäßige kontinuierliche Steuereingänge setzte, statt auf einmalige Höchstbeträge, die die Steuerpflichtigen ruinierten.:33 Sein Konzept schloss auch ein, Landpächter vor Räubern zu schützen.:155
Von Kaufleuten respektiert und bäuerlichen Landpächtern für Rücksicht und Schutz geschätzt, begann Ẓāhir al-ʿUmar mit Verhandlung und militärischem Geschick in Galiläa eine Ordnung aufzubauen, die Schutz vor Raubüberfällen und amtlicher Ausbeutung und Willkür bot, indem er allgemeine Regeln aufstellte und durchsetzte, auf die sich die Einwohner verlassen konnten. Ẓāhir al-ʿUmar erhob sich zum autonomistischen Regionalpotentaten, geflissentlich dem osmanischen Fiskus die geforderten Steuern zahlend und offenen Konflikt mit der wenig präsenten Hohen Pforte meidend, sondern deren Anerkennung suchend.:46
Ẓāhir al-ʿUmar erkannte Akkos Potential:35 und begann ab den 1740er Jahren den Ausbau der Ruinen Akkos zu seiner befestigten Residenz und Verwaltungszentrale. In Ẓāhir al-ʿUmars Gebiet vor Raub geschützt konnten bäuerliche Produzenten ihre Produktion steigern und behielten nach Steuer und Pacht mehr von ihrem Ertrag für sich übrig als ihresgleichen in Gebieten anderer Herren. Das wieder befestigte Akko war Knotenpunkt zum globalen Handel, Ẓāhir al-ʿUmars Festung und Hauptstadt seines prekären regionalen Herrschaftsgebiets.

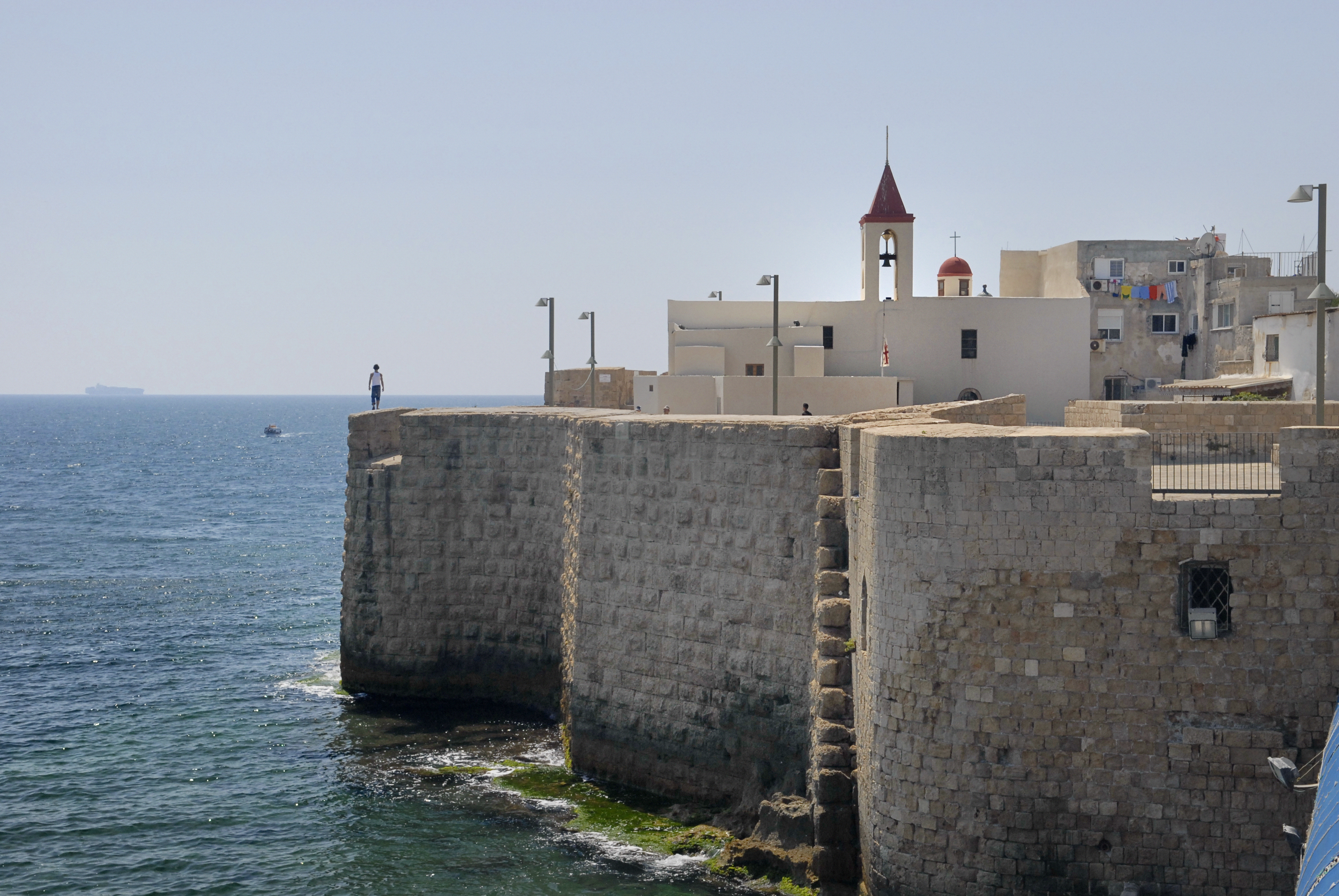
Franziskanerkirche St. Johannis auf der südlichen Stadtmauer, 2008

Die bei Sicherheit vor Gewalt und unterlassener Willkür wachsende Produktion im primären Sektor, schließlich weiter verstärkt durch Förderung der Arbeitsmigration,:38seq. erforderte und erlaubte durch wachsende Steuereinnahmen auch mehr Beschäftigte im verarbeitenden sekundären und Dienste (Handel, Verkehr, Verwaltung, Planung, Ordnungskräfte und Sicherheitsorgane) erbringenden tertiären Wirtschaftssektor,:117 womit die Zahl der Akkoner von 400 um 1730 binnen weniger Jahre auf 15'000 und dann 25'000 um 1770 anstieg.:16

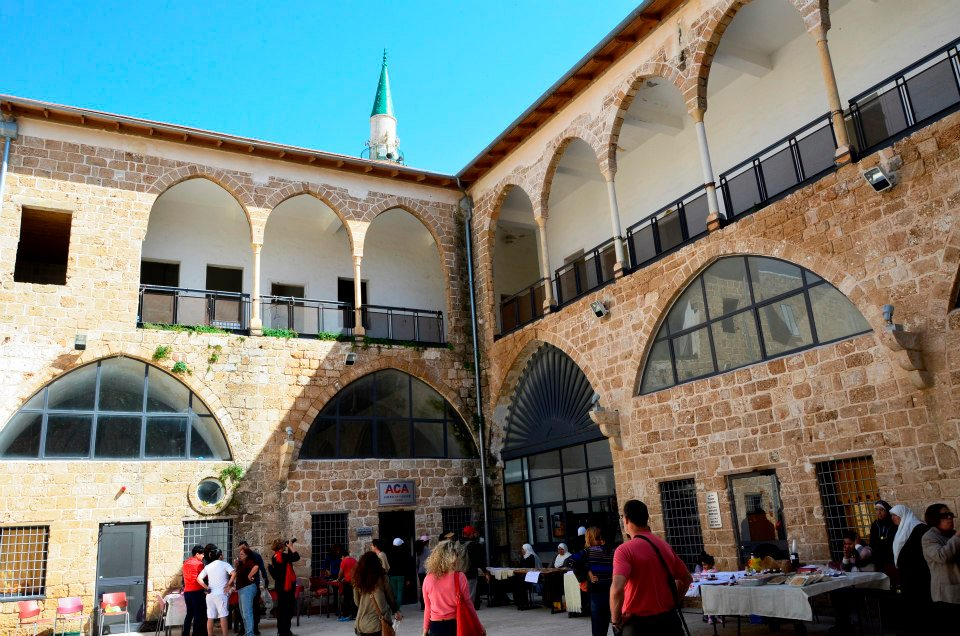
Altes Serail: Hof, 2013

Die Neu-Akkoner wanderten von Aleppo, Damaskus, griechischen Inseln, Malta oder Nazareth zu.:2 Sie bekannten sich meist zum Christentum, insbesondere zur griechischen Orthodoxie oder griechisch-katholischen Union, wodurch ab Mitte des 18. Jahrhunderts Christen in der Stadt die Mehrheit bildeten.:23 In und auf Ruinen der Kreuzfahrerstadt errichteten Neu-Akkoner im 18. Jahrhundert eine neue Stadt. Von 1737 bis 1739 errichteten Minderbrüder eine neue Franziskanerkirche in Akko, die sie Johannes dem Täufer weihten in Erinnerung an die zerstörte Johanniterkirche.:177
Auf der erhaltenen Krypta in den Ruinen des Schiffes der Johanniskirche, ließ Ẓāhir al-ʿUmar – ihre erhaltene Westfassade und teils die Nordfassade einbeziehend – um 1750 sein erstes Serail (heute Altes Serail genannt) errichten. Die persischstämmige arabische Vokabel Serail (سراي oder سرايا, DMG Sarāy, Sarāyā) bezeichnet im levantinischen Sprachgebrauch Bauten für Repräsentation, Wohnzwecke und Verwaltung aus osmanischer Zeit, denn private Gemächer, auch solche für Haremsdamen, so wie Verwaltungsräume, waren oft unter einem Dach.

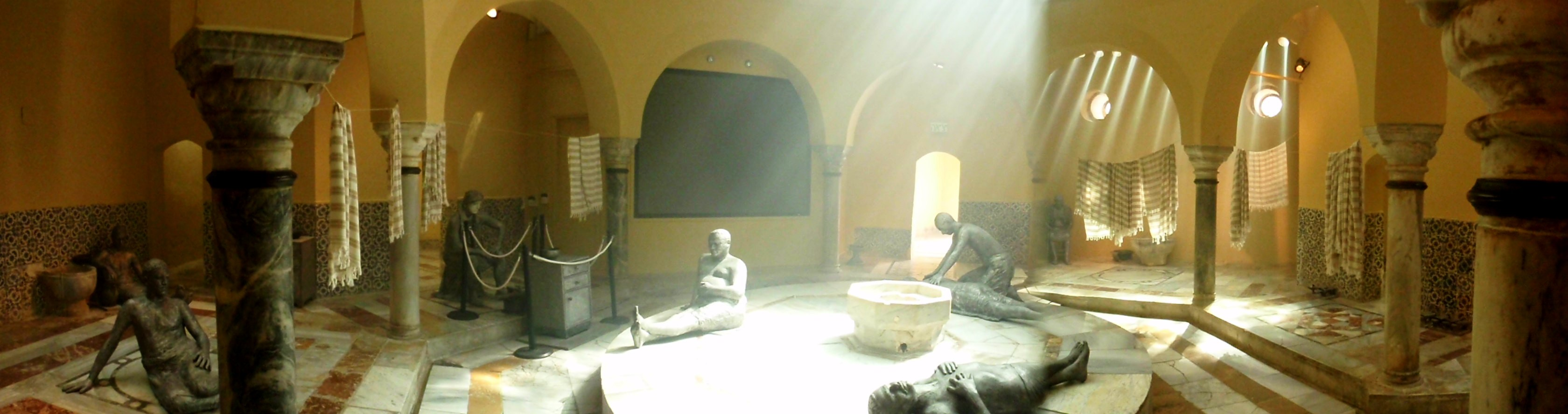
Türkischer Ḥammām des Paschas: Säulen und andere Spolien, 2010

Brauchbare Teile aus der Ruine der prächtigen Johanniterkirche wurden im Oratorium eingelagert und teilweise später als Spolien auch im Türkischen Hammam verbaut.:204 Nachdem dieses Serail fertiggestellt war, zog die Verwaltung von der Zitadelle dorthin um.
Nach gescheiterten Versuchen, den aus eigenem Willen und Können aufgestiegenen, unabhängigen Ẓāhir al-ʿUmar abzusetzen, fügte sich die Hohe Pforte 1768 schließlich ins Unvermeidliche und verlieh ihm den neu geschaffenen, seinen aus eigener Kraft errungenen Machtbereich spiegelnden Rang eines ‹Scheichs von Akko und ganz Galiläa›.:36 Ẓāhir al-ʿUmar, der einem beim osmanischen Sultan Abdülhamid I. in Ungnade gefallenen Freund beistand, war 1771 so selbst Ziel osmanischer Intervention geworden, die 1775 mit seiner Erschießung auf der Flucht endete.:44seq. Als neuen Scheich ernannte die Hohe Pforte Ahmad ‹al-Dschazzār› Pascha ab 1777 mit Titel eines Wālī von Sidon,:111 als der er 1779 aber seinen Sitz in Akko nahm.:180
Ahmad ‹al-Dschazzār› Pascha, dem Gewalttätigkeit den Beinamen ‹der Schlächter› (‹al-Dschazzār›) eingetragen hatte,:50 fehlten wirtschaftlicher Sachverstand, freundschaftliche und als Bosniake familiäre Beziehungen in seinem Machtbereich sowie die Fähigkeit, seiner Macht widerstreitende lokale und regionale Potentaten durch Zugeständnisse und Abkommen für sich zu gewinnen.:121seq. Stattdessen setzte er auf Gewalt, um angebliche und tatsächliche Gegner zu beseitigen und potentielle Widersacher abzuschrecken.:74 Daher unterhielt Dschazzār Pascha einen personalstarken Repressionsapparat aus teuren fremden, bosnischen Söldnern ohne Bindungen zu lokaler Bevölkerung.:159
Steigende Ausgaben erforderten höhere Steuerforderungen und -einnahmen, die z. B. ein neues obrigkeitliches Monopol im Getreidehandel einbringen sollte. Die Zahl der Bauern sank, zunächst in Folge Todes durch die Beulenpest 1786, dann durch Flucht vor Repressalien oder Steuerexekution.:113 Akkoner und Galiläer wanderten ab und mehr und mehr Agrarflächen lagen brach. Dschazzārs Versuch aber, französische Käufer 1790 an Direktkäufen bei Bauern zu hindern, womit sie Exportabgaben umgehen wollten, ließ diese nach Beirut weiterziehen.:114
Dschazzār Paschas Nachfolger, sein Adoptivsohn Süleyman Pascha ‹al-ʿĀdil› (Amtszeit 1805–1819), traf sich morgens zur zweiten Stunde nach Sonnenaufgang mit seinem Schatzkanzler ʿAli Pascha Agha ‹al-Chazindār› und seinem Finanzwesir Chaim Farchi ‹al-Muʿallim› (حاييم فرحي; 1760–1820), den er von Dschazzār Pascha übernommen hatte, im Serail, um die Regierungsgeschäfte zu beraten.:165 Vermutlich schon seit Ende des 18. Jahrhunderts diente die Krypta der Johanniskirche unter dem Alten Serail als Postexpedition, weshalb es im Volksmund ‹al-Būsṭa› (البوسطة ‚die Post‘) genannt wird.

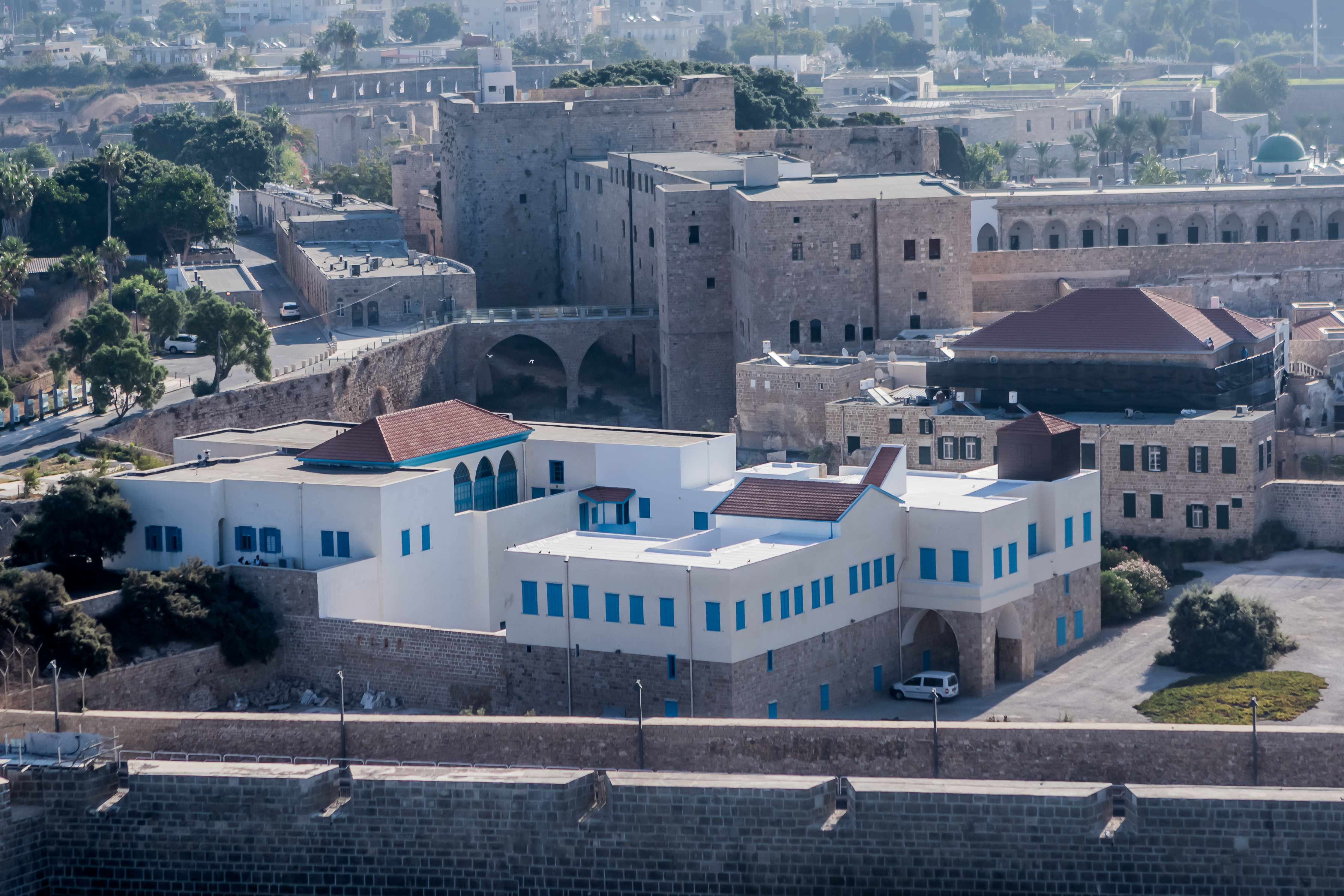
Blick ostwärts übers um 1830 als Neues Serail erbaute Haus ʿAbdullah Paschas (in Weiß) zur Zitadelle, 2017

Süleyman Pascha und sein Sohn und Nachfolger ʿAbdullah Pascha ibn ʿAlī (Amtszeiten 1820–1822 und wieder 1823–1832) waren die letzten Wālīs von Sidon, die von Akko aus amtierten. Bis 1830 erbaute sich ʿAbdullah Pascha ein Neues Serail. Nach dem Niedergang Akkos durch verfehlte Wirtschaftspolitik,:185 verpasste wirtschaftliche Anpassung, Seuchen, Krieg und Erdbeben dümpelte Akko als Städtchen mit 2'000 Einwohnern in großartiger Kulisse vor sich hin. Auch der Amtssitz regionaler Verwaltungen war an andere Städte verloren gegangen.

### Im Fokus der Denkmalpflege nach 1918
Die britische Mandatsmacht baute das Bildungswesen aus und richtete 1921 im Alten Serail eine Mädchenschule mit arabischer Unterrichtssprache ein. 1942 hatte die Antikenverwaltung Mandatspalästinas die Exploration Winter begonnen, um Akkos Altstadt zu erkunden. Sie ergab, dass der Baubestand der Altstadt eine einzigartige bauliche Verbindung von Kreuzfahrerbauten des 12./13. Jahrhunderts mit Bauten aus der arabisch-osmanischen Epoche (18./19. Jahrhundert) sei, insbesondere die Stadtmauern. In Folge dieser Erkundung stellte die britische Mandatsregierung die Altstadt Akkos unter Schutz und erließ eine Erhaltungssatzung.
Ab 1948 leitete Prof. Jehoschuʿa Prawer (יְהוֹשֻׁעַ פְּרָאווֶר; 1917–1990), Pionier der Kreuzfahrerforschung, ein Programm von Erkundungen, um in Akko die Hinterlassenschaften von Kreuzfahrern, katholischen Levantinern lateinischen Ritus (so genannte Franken; الفرنجة, DMG al-Faranǧa) und Pullanen freizulegen und zu erforschen. Dann unternahmen Arbeiter im Auftrage der israelischen Behörde der Natur und Gärten 1958 bis 1963 eine Grabungskampagne im Geviert des Grand Manoirs, wobei zunächst die Säle 1 bis 3 des Nordflügels, ein diagonaler Durchgang durch die Pfeilerhalle im Ostflügel und das vermutete Refektorium im Südflügel freigelegt wurden.
Bei laufendem Betrieb der vom israelischen Bildungsministerium inzwischen auf Koedukation umgestellten arabischsprachigen Schule im Alten Serail ließ darunter die Behörde der Natur und Gärten von 1959 bis 1962, geleitet von Seʾev Goldmann, die Krypta ergraben und darin sechs parallele Säle freilegen, die offene Arkaden zu einem südlich anschließenden Hof und nach Norden kleinere Fenster zur ehemaligen Geschäftsstraße, jetzt unterm Straßenniveau, aufweisen.
Alex Kesten (אַלֶכְּס קֶשְׁטֶן; 1912–1994) erstellte bis 1962 ein systematisches Verzeichnis der Bauten in der Altstadt, das das erstaunliche Ineinandergreifen der Bauten aus Kreuzfahrerzeiten und arabisch-osmanischer Ära erfasst, sie stehen mal neben-, mal ineinander oder übereinander. Basierend auf Kestens Verzeichnis wurde für die Altstadt ein Erhaltungsplan angenommen und schrittweise umgesetzt, was schließlich dazu führte, dass die UNESCO 2001 Altes Serail und Krypta mit der gesamten Altstadt Akkos zum Weltkulturerbe erklärte.

## Heutige Nutzung
Heute sind die Reste der Kirche in zwei getrennt zugängliche Bereiche geteilt die Krypta und das Alte Serail.

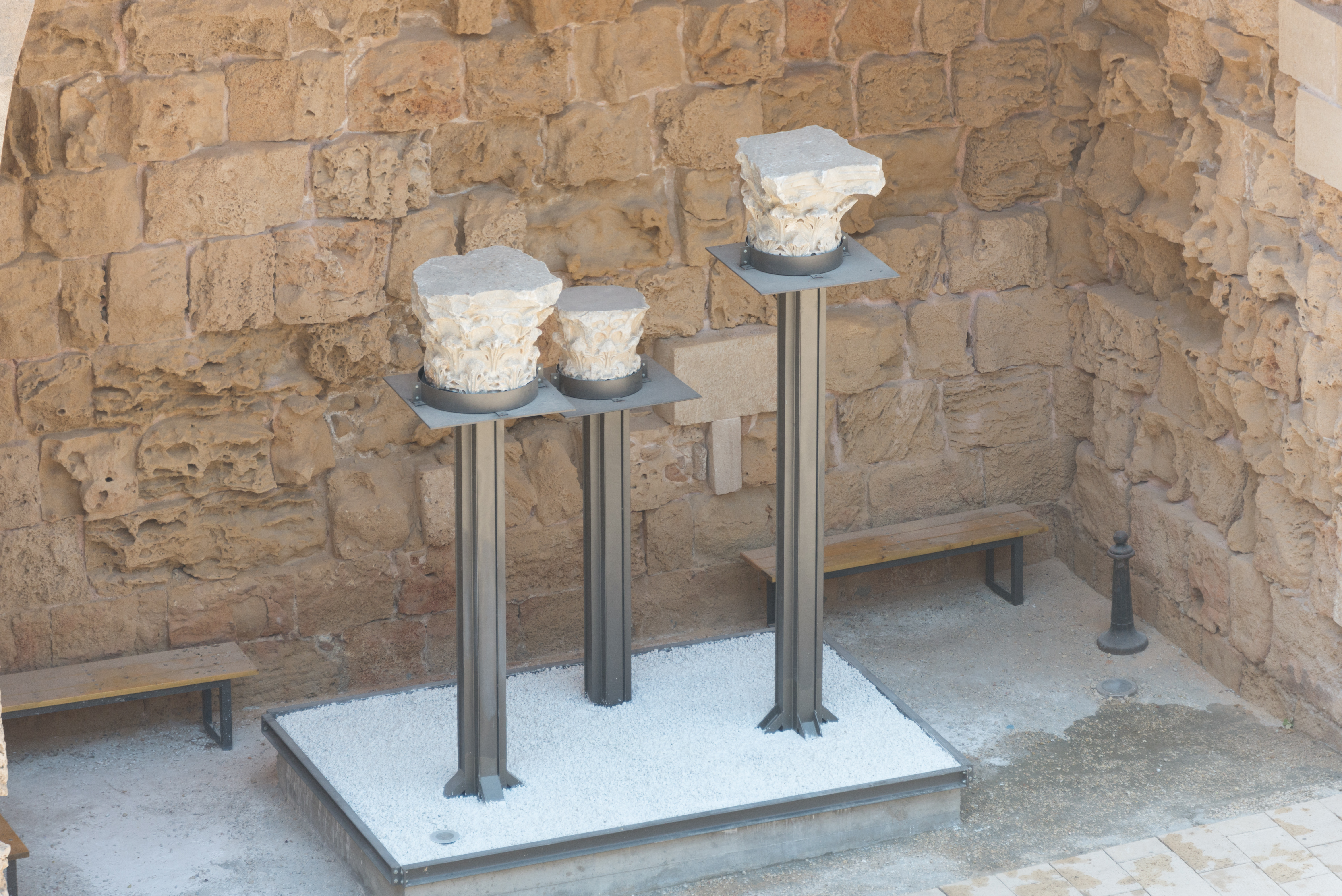
Krypta: Kapitelle von Säulen im Kirchenschiff, geborgen aus dessen Boden, Aufnahme 2014

### Krypta als Teil der Ritterhallen

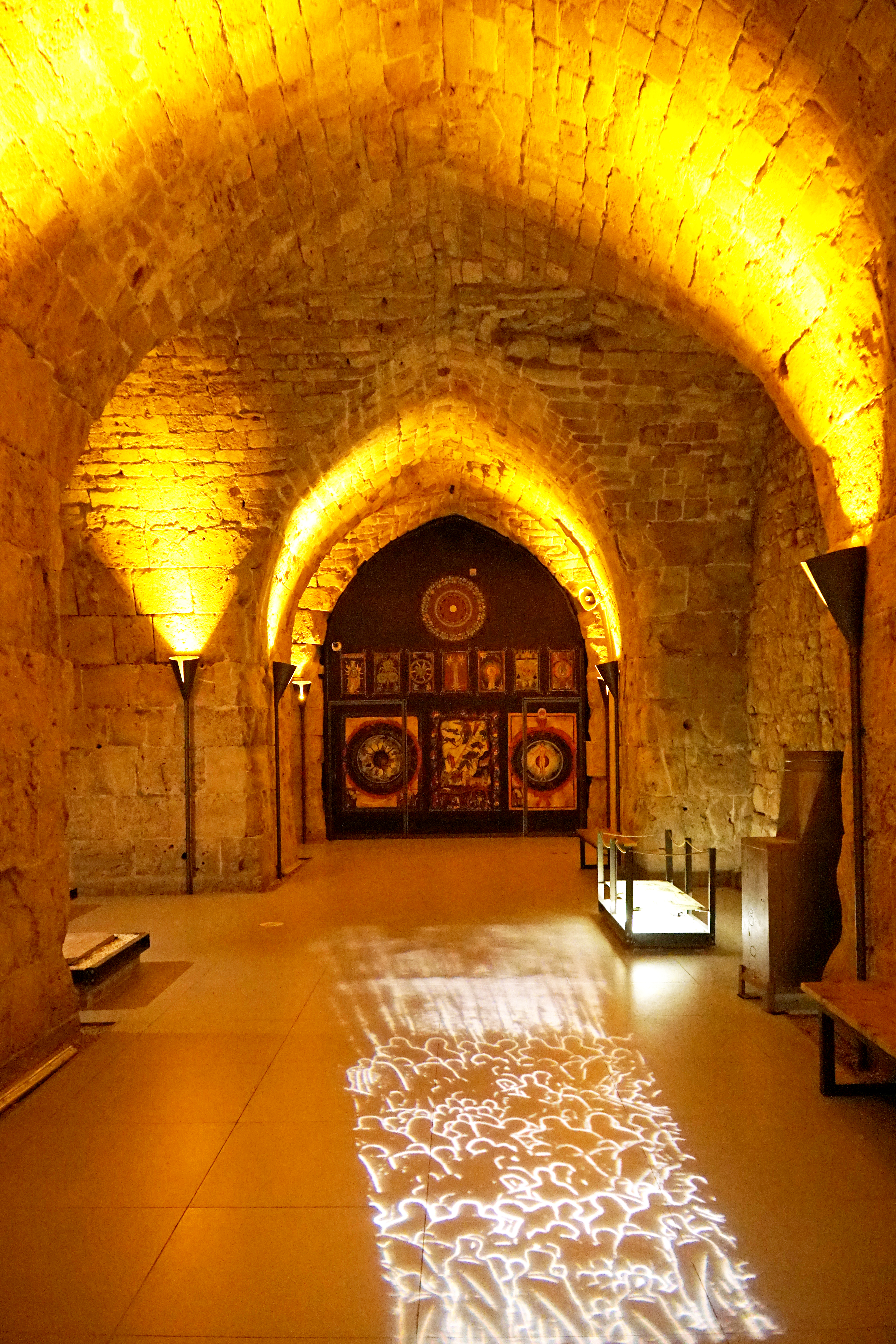
Johanniterkirche: Krypta unterm Alten Serail, 2016

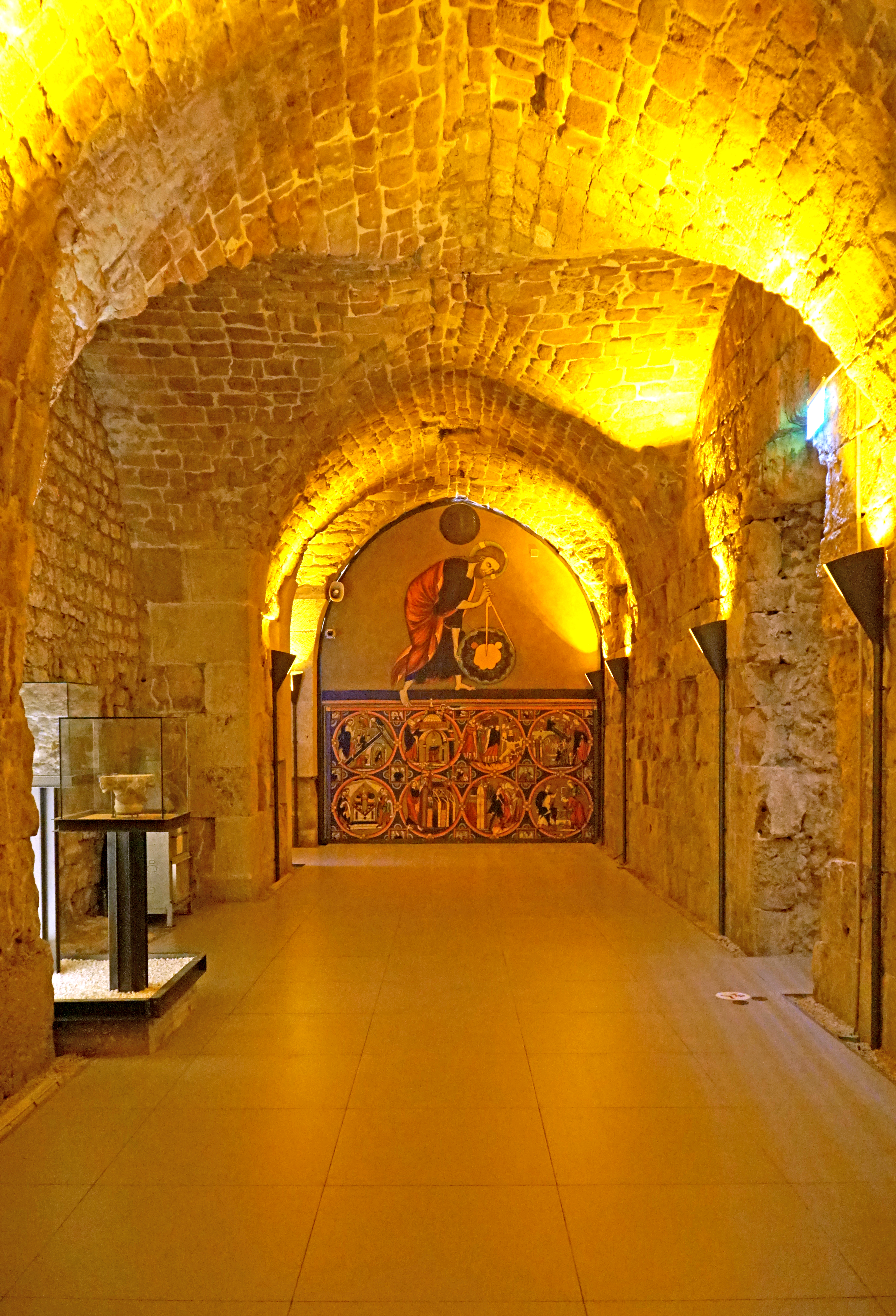
Johanniterkirche: Krypta mit ausgestelltem korinthischen Kapitell aus dem oberen Kirchenraum, 2016

Die Krypta der einstigen Johanniterkirche im südlichen Teil der einstigen Kommende ist Teil des Ausstellungsbereichs der Ritterhallen, die ansonsten in den Resten des Grand Manoir liegen. Wegen ihrer ehemaligen Nutzung als Postexpedition wird die Krypta gemeinhin auch ‹al-Būsṭa› (البوسطة ‚die Post‘) genannt. Krypta und Ritterhallen sind durch einen 60 Meter langen Gang unter dem heutigen Straßenniveau des Rechov Portzej ha-Mivtzar miteinander verbunden. In der Krypta werden Fundstücke aus dem darüber gelegenen Kirchenschiff gezeigt, die Miriam Avischar und Eliʿezer Stern zwischen 1992 und 1999 im Boden des Altes Serails ergruben. In den übrigen Ritterhallen wird heute eine museale Dauerausstellung zu Geschichte der Kommende und der Kreuzfahrerzeit in Akko gezeigt. Die erhaltenen Teile des Kirchenschiffes von St. Johannis, die Westfassade und Teile der Nordfassade, sind baulich ins Alte Serail einbezogen.

## Beschreibung von Krypta und weiteren Kirchenresten
Die Johanniterkirche entstand als Nordseite einer vierseitigen Anlage mit Innenhof, die die Kreuzfahrer nach Einnahme der Stadt 1104 den Johannitern als Kommende überließen. Goldmann vermutet, dass die Krypta (قبو الكنيسة; מַרְתֵּף הַכְּנֵסִיָּה) der Johanniterkirche, sechs parallele gewölbte Säle unter dem heutigen Alten Serail, auf den Nordflügel einer arabisch-fatimidischen Karawanserei des 10. oder 11. Jahrhunderts zurückgeht, denn mehrere Merkmale des Baus, wie ein Hufeisenbogen im südlichen Teil der Ostmauer im letzten der Säle, weisen darauf hin.:109seq. Dabei sind die zwei westlichen Säle älteren, die vier östlichen, 5,5 Meter hohen, jüngeren Datums. Wie es typisch für eine Karawanserei ist, öffneten sich die sechs Säle der Krypta früher mit großen Bögen zum ehemaligen Innenhof (im Süden).
In der « Vue de Saint-Jean d’Acre » von 1686 schimmert das durch die Fenster in der Nordwand der Krypta hereinfallende Licht durch diese tiefen Joche bis zu den offenen Arkaden vorne heraus. Die Einordnung dieses Unterbaus als ehemalige Krypta der Johanniterkirche gilt als gesichert, nachdem im Auftrag der israelische Altertümerbehörde Hanaʾa Abu-ʿUqsa (هناء أبو عقصة, DMG Hanāʾa Abū-ʿUqṣa) und Eliʿezer Stern Krypta und Altes Serail zwischen 1995 und 2003 eingehend untersucht haben.

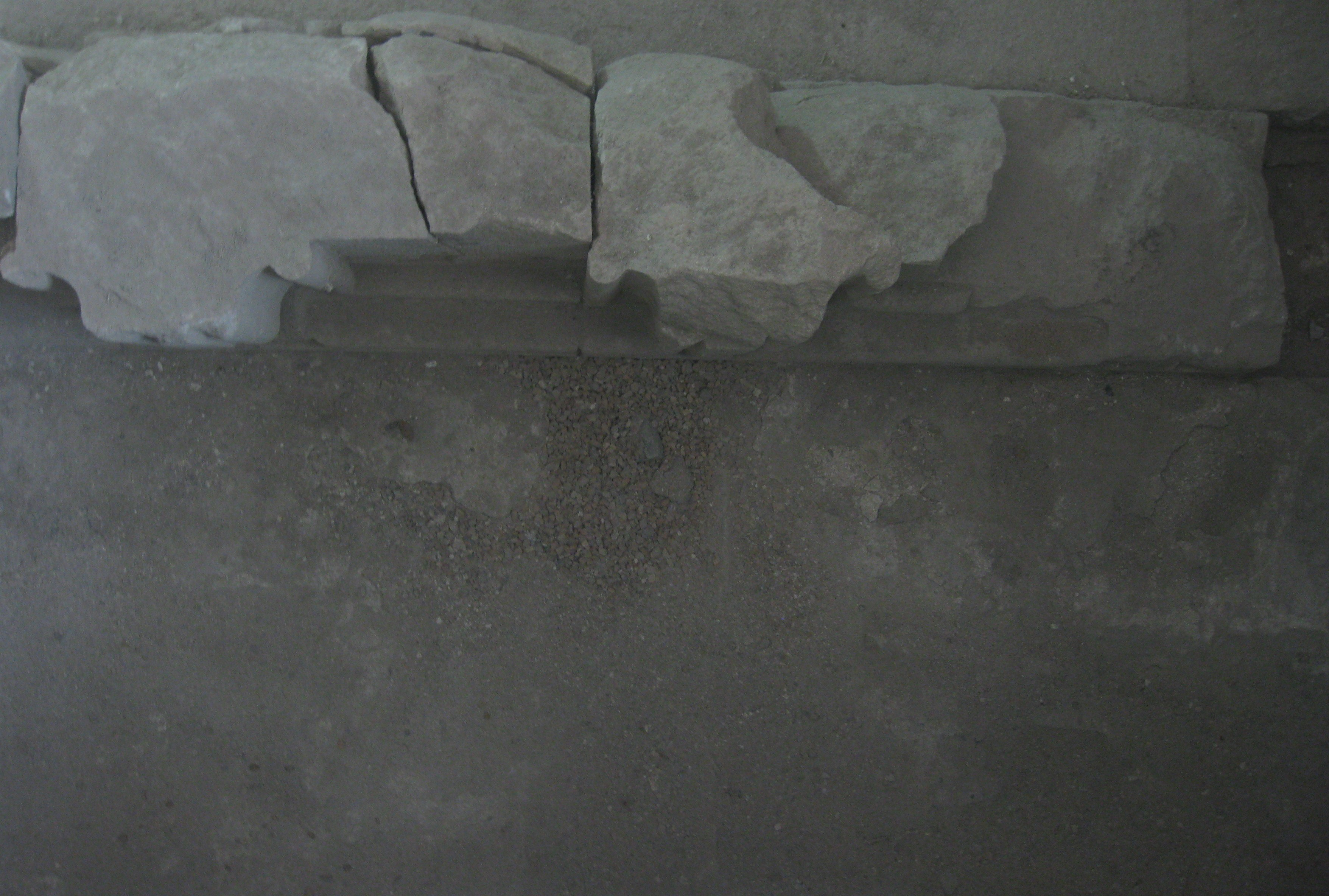
Johanniterkirche: Behauene Steine mit Ansätzen aufgesetzter Stäbe am vermauerten Haupteingang in der Westwand des Alten Serails, 2010

Außer der Krypta, die nach der mamlukischen Zerstörung Akkos und späterer Überbauung in osmanischer Zeit erhalten blieb, finden sich weitere Reste der eigentlichen Kirche. Schon Goldmann fand Ende der 1950er Jahre den westlichen Haupteingang zur Kirche, jetzt vermauert, wovor er zwei Treppenläufe vermutete, die vom mittelalterlichen Straßenniveau vier Meter hinauf zur Ebene des Hauptschiffes führten. Das Gesims, heute teils unterm jetzigen Straßenniveau gelegen, das die gesamte Kirche außen umrundete, ist im Bereich des ehemaligen Haupteingangs unterbrochen, wo Pilaster auf dem äußeren Mauerwerk das nun vermauerte Portal links und rechts flankieren.

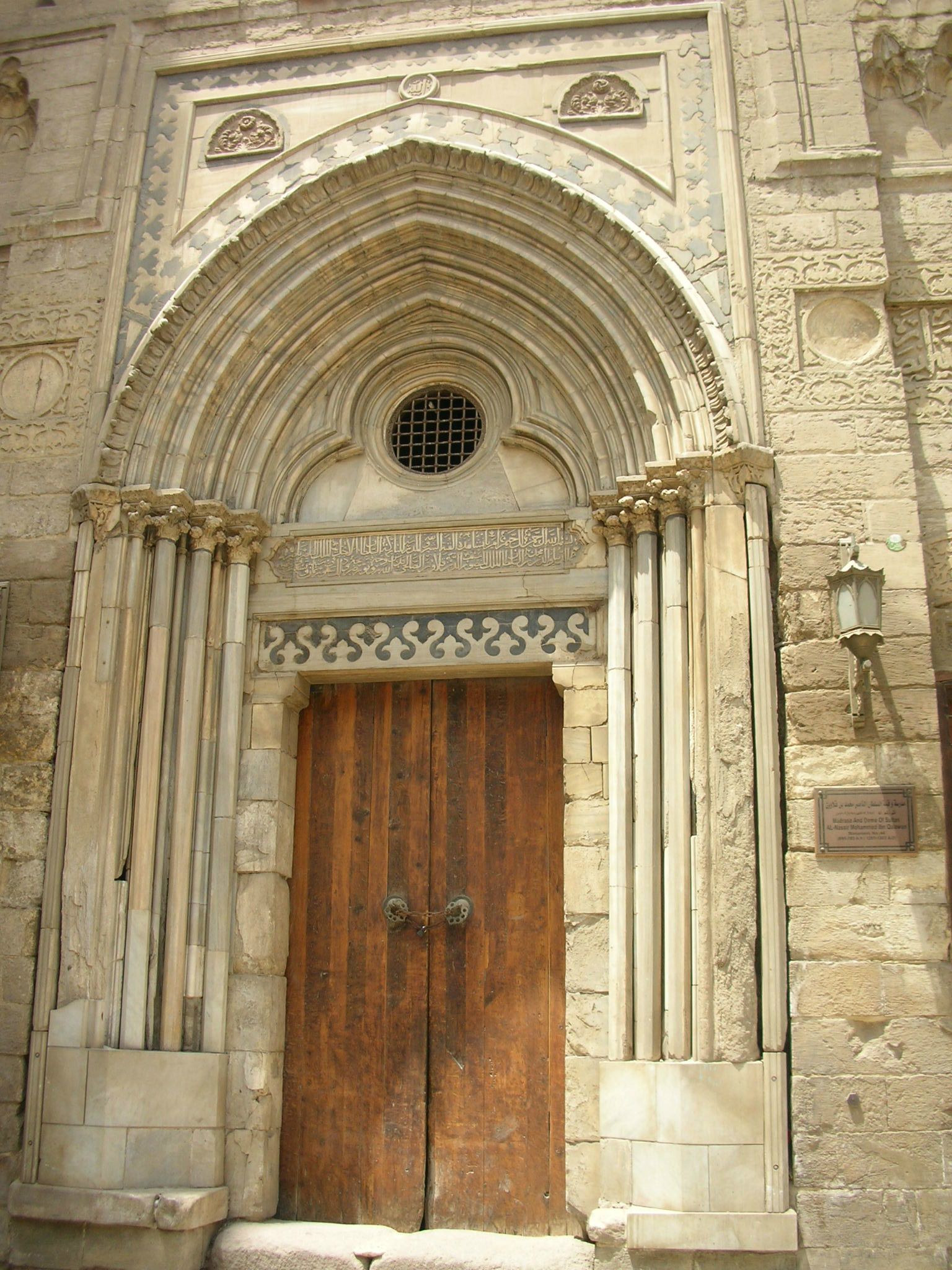
Mausoleum al-Nasir Muhammads: Unter dem Dreipass das Portal mit eingestellten Säulen im Gewände und darüber gotische Archivolten, 2017

Abu-ʿUqṣa und Stern ergruben zwischen 2004 und 2010 an drei Stellen den Boden des Alten Serails, worunter sie in einer puffernden Schuttschicht den Kirchenboden fanden, der im östlichen Serailflügel im Bereich vor dem ehemals triapsidialen Chor, der selber nicht erhalten ist, Spuren der Chorschranken aufweist. Die drei Apsiden, die das Kirchenschiff nach Osten abschlossen, wie in der « Vue de Saint-Jean d’Acre » durch das zerstörte Süd- und Hauptschiff hindurch zu erkennen, wichen dem westlichen Flügel des Riwaqs um die Dschazzar-Pascha-Moschee.
Der alte Kirchenboden besteht aus Platten von Marmor dreier verschiedener Färbungen übersät mit Scherben bunter Kirchenfenster. Zudem fanden die Ausgräber inmitten des Kirchenschiffs, heute einenteils unterm Ehrenhof und anderenteils im Südflügel des Alten Serails, in der Schuttschicht drei gestürzte Marmorsäulen und bunte Kapitelle aus Marmor, davon eines mit einem Johanniterkreuz in Orange auf schwarzem Grund. Im Westflügel des Alten Serails, im Bereich des ehemaligen Narthex, entdeckten sie inmitten der Bodenplatten eine ausgelassene runde Vertiefung, wo vermutlich die Fünte gestanden hatte.
Am westlichen ehemaligen Haupteingang zur Kirche entdeckten die Ausgräber die Türschwelle aus grauem Marmor. Diese 2,7 Meter lange Schwelle am vermauerten Haupteingang von St. Johannis, die an beiden Enden bis zur Wand Lücken von 35 cm lässt, passt bestens zu dem gotischen Kirchenportal mit seinem Gewände und darin eingestellten Säulen, das Sandschar al-Schudschaʿi als Beute aus Akko nach Kairo mitnahm, wo es zwischen 1296 und 1303 verbaut wurde. Das Kirchenportal dient jetzt als Tor zum Zugang von an-Nasir Muhammads Mausoleum zur Madrasse seines Namens. Daher nimmt Vardit Shotten-Hallel (וַרְדִּית שׁוֹטֶּן-הַלֵּל) an, dass dieses Kirchenportal eher von der Johanniterkirche stammt, als – wie andere vermuten – von der Heilig-Kreuz-Kathedrale (Jim Antoniou), der Andreas- oder der Georgskirche (Alexander Papadopoulos).
Über dem jetzt vermauerten Eingang erhebt sich die Westfassade der Johanniterkirche bis zu einer Höhe von 13 Metern über dem jetzigen Straßenniveau und setzt sich ums Nordwesteck mit einem Teil der nördlichen Kirchenfassade fort, jetzt einbezogen in die Nordwand am Westflügel des Alten Serails. Die Westfassade liegt am Rechov Ritschard Lev-Ari, die Reste der Nordfassade am Rechov Portzej ha-Mivtzar. In den Öffnungen dieser Fassadenteile, die auch in der « Vue de Saint-Jean d’Acre » als Dreipassfenster zu erkennen sind, sind jetzt jüngere Fenster, jedoch fehlt heute das Maßwerk, von dem Fragmente bei Ergrabung des Kirchenbodens entdeckt wurden. Anders als in Frankreich, wo gotisches Maßwerk meist integraler Bestandteil des übrigen Mauerwerks ist, überwog bei Kreuzfahrerbauten eingesetztes Maßwerk, das im Zuge von Zerstörung oder Neunutzung leicht entfernt werden kann, wie beim mit Gewände und Archivolten nach Kairo versetzten Kirchenportal geschehen. Die gefundenen Fragmente erlauben das Maßwerk als Dreipassbögen zu rekonstruieren, wie Shotten-Hallel 2010 zeigte, wie derjenige über dem nach Kairo versetzten Portal.
Shotten-Hallel übertrug die von Étienne Gravier, Marquis d’Ortières, 1686 veröffentlichte, aber wohl von seinem Ingenieur Plantier gezeichnete perspektivische « Vue de Saint-Jean d’Acre » im Format 12 mal 156 Zentimeter, deren Präzision viel gelobt ist, mit Hilfe von Computertechnik in entzerrte Auf- und Grundrisse und glich die so ermittelten Maße mit Messdaten aus der Bauvermessung bestehender Gebäude in der Altstadt Akkos ab. Der Abgleich ergab, dass die aus Plantiers Panorama errechneten Maßzahlen des Grand Manoir nur um zwei bis drei Zentimeter von den in situ genommenen Maßen abweichen, was bedeutet, dass Plantiers Panorama in der Tat die Qualität photographischer Aufnahmen hat. Mit dieser Methode ermittelte Shotten-Hallel aus Plantiers Zeichnung auch Maße weiterer, damals noch erhaltener, aber heute verschwundener Bauteile der Johanniterkirche, und fertigte rekonstruktive Zeichnungen der Johanniterkirche anhand der Baubefunde der Krypta, der Spolienfunde und älterer Zeichnungen der Ruine.

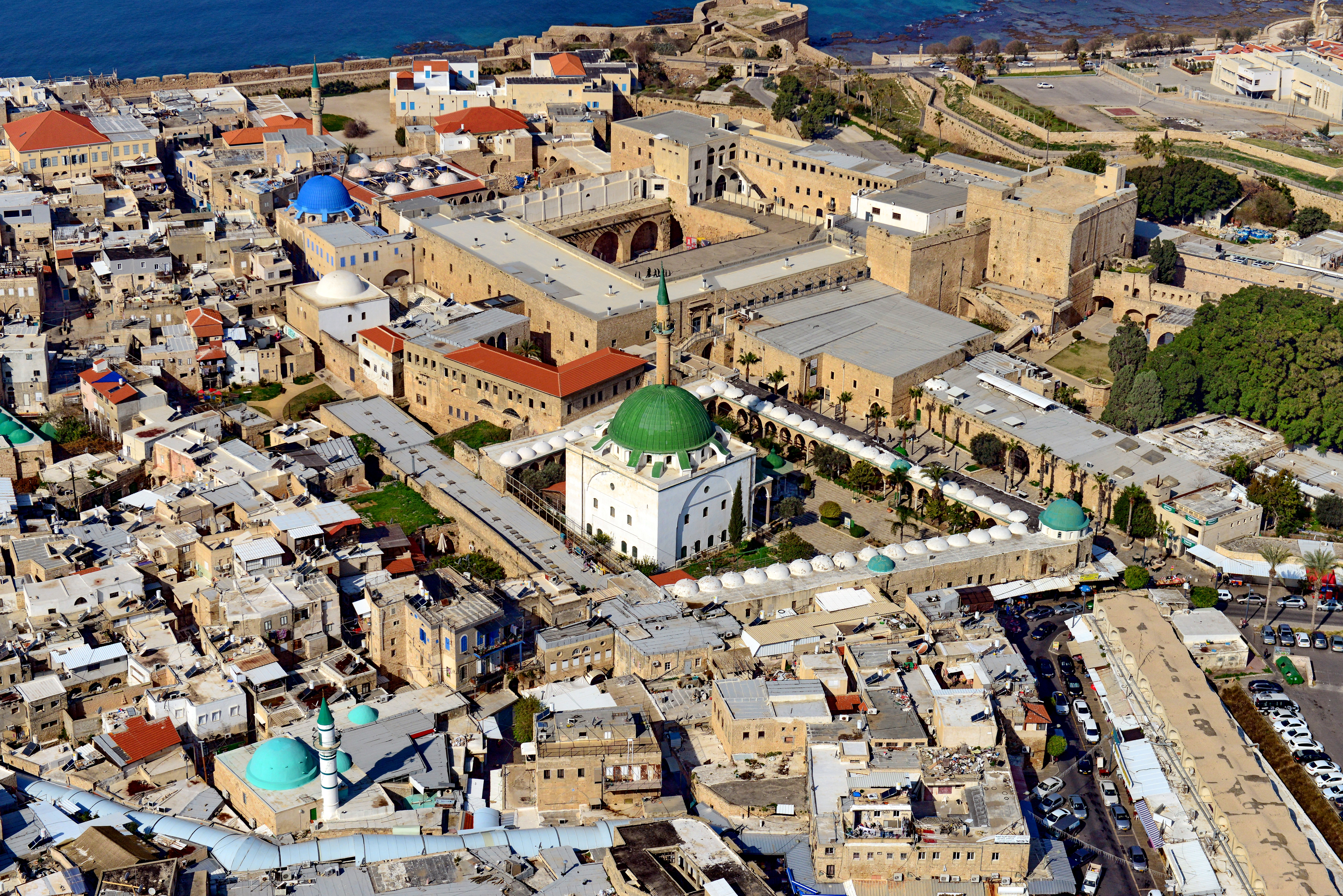
Bildmitte: Krypta unter Altem Serail (teils rot gedeckter Dreiflügelbau), links davon Türkischer Basar (langes graues Dach), rechts beider Dschazzār-Moschee umgeben vom Riwaq, darüber Zitadelle mit Arkadenhof, 2016

Südlich neben den östlichen vier Sälen der Krypta findet sich ein freistehender, mehrfach überformter Bau, den zwei übereinander gesetzte Spitztonnengewölbe decken, die obere überwiegend nicht erhalten, weshalb bereits zu osmanischer Zeit darüber ein Kreuzgratgewölbe gesetzt wurde. Dieser Bau ähnelt islamischen Gebetsstätten oder Moscheen, wie sie inmitten des Gevierts von Karawansereien typisch sind und wurde von den Johannitern vermutlich als Oratorium übernommen. Der westliche Teil des Türkischen Basars vom Ende des 18. Jahrhunderts, den Alex Kesten 1960/1961 ergrub, durchbricht das Geviert des ehemaligen Johanniterhospitals. Eliʿezer Stern identifizierte südlich vom Basar eine durch diesen teils zerstörte große Halle als ehemals zum Johanniterhospital gehörig, doch weitere Ausgrabungen im Bereich des Hospitals ruhen seit Anfang der 1990er Jahre.